# ビューティ&ウェルネス専門職大学
ビューティ&ウェルネス専門職大学（ビューティアンドウェルネスせんもんしょくだいがく、英語: Proessional University of Beauty & Wellness）は、神奈川県横浜市に本部を置く私立の専門職大学である。

## 沿革
- 2022年8月 - 文部科学省大学設置・学校法人審議会において設置認可[1]。
- 2023年4月 - 開学[2]。

## 教育および研究
日本初の美と健康を学べる専門職大学として開学。
ビューティ&ウェルネス産業において、科学的で高品質なビューティ&ウェルネスサービスを実践することによって、現代社会における多様な心身の美と健康を実現し、人々のQOLの向上に資することができるセラピストであるとともに、ビューティ&ウェルネスサービス施設の経営管理・マネジメントを担い、さらには、新しい価値を創造することができる将来の指導者として、先導的な役割を果たすことが期待される人材を養成する。
専門職大学の特徴である臨地実務実習として、エステティックサロン、美容室、ヨガスタジオなどで実習を予定している
。

## 学部及び学科
- ビューティ&ウェルネス学部
  - ビューティ&ウェルネス学科（4年制、定員234名）[5]

## アクセス
- 東急田園都市線たまプラーザ駅南口または横浜市営地下鉄センター北駅からバス
- 横浜市営地下鉄ブルーライン中川駅から徒歩14分
- 東急田園都市線鷺沼駅から徒歩17分

## 大学関係者
- 学校法人ミスパリ学園
  - 理事長 下村朱美
- 学長 室伏きみ子